# William Perry
William James Perry (Vandergrift, 11 de outubro de 1927) é um engenheiro, matemático, empresário e político norte-americano que serviu como o 19º Secretário de Defesa dos Estados Unidos de 1994 a 1997 durante a presidência de Bill Clinton. Ele foi uma das pessoas que apoiaram o acordo nuclear com o Irã em 2015.